# Klubowe Mistrzostwa Krajów Nordyckich w piłce siatkowej mężczyzn (2012/2013)
Klubowe Mistrzostwa Krajów Nordyckich w piłce siatkowej mężczyzn 2012/2013 – 6. sezon rozgrywek o klubowe mistrzostwo krajów nordyckich organizowanych przez North European Volleyball Zonal Association (NEVZA). Zainaugurowane zostały 2 listopada 2012 roku i trwały do 27 stycznia 2013 roku.
Rozgrywki składały się z fazy grupowej oraz turnieju finałowego, w ramach którego cztery drużyny rozegrały ze sobą po jednym spotkaniu.
Turniej finałowy odbył się w dniach 25-27 stycznia 2013 roku w Falkhallen w Falkenbergu.

## Drużyny uczestniczące
| VolleyLigaen | VolleyLigaen |
| --- | ------------ |
| Marienlyst Odense | 1            |
| Gentofte Volley | 3            |
| Middelfart VK | 4            |
| Hvidovre VK | 9            |
| Spentrup IF | —            |
| Eliteserien |              |
| Nyborg VBK | 2            |
| Førde VBK | 10           |
| IL Koll | 13           |
| Kristiansund VBK | —            |
| Elitserien |              |
| Falkenbergs VBK | 5            |
| Linköpings VC | 6            |
| Örkelljunga VK | 7            |
| Oznaczenia: - kolumna druga – miejsce zajęte przez daną drużynę w poprzednim sezonie Klubowych Mistrzostw Krajów Nordyckich. |              |

## Faza grupowa

### Grupa A –Falkenberg
Tabela
| Lp. | Drużyna          | Pkt | Mecze | Mecze | Mecze | Sety | Sety | Sety  | Małe punkty | Małe punkty | Małe punkty |
| Lp. | Drużyna          | Pkt | M     | W     | P     | wyg. | prz. | ratio | zdob.       | str.        | ratio       |
| --- | ---------------- | --- | ----- | ----- | ----- | ---- | ---- | ----- | ----------- | ----------- | ----------- |
| 1   | Falkenbergs VBK  | 6   | 3     | 3     | 0     | 9    | 2    | 4.500 | 257         | 213         | 1.207       |
| 2   | Middelfart VK    | 5   | 3     | 2     | 1     | 8    | 6    | 1.333 | 309         | 286         | 1.080       |
| 3   | Spentrup IF      | 4   | 3     | 1     | 2     | 5    | 6    | 0.833 | 223         | 248         | 0.899       |
| 4   | Kristiansund VBK | 3   | 3     | 0     | 3     | 1    | 9    | 0.111 | 204         | 225         | 0.907       |

Źródło: nevza.com
Zasady ustalania kolejności: 1. liczba zdobytych punktów; 2. wyższy stosunek setów; 3. wyższy stosunek małych punktów.
Punktacja: zwycięstwo – 2 pkt; porażka – 1 pkt
Wyniki spotkań
| Data       | Drużyna 1        | Wynik | Drużyna 2        | Set 1 | Set 2 | Set 3 | Set 4 | Set 5 |
| ---------- | ---------------- | ----- | ---------------- | ----- | ----- | ----- | ----- | ----- |
| 02.11.2012 | Spentrup IF      | 0:3   | Falkenbergs VBK  | 22:25 | 13:25 | 19:25 |       |       |
| 02.11.2012 | Kristiansund VBK | 1:3   | Middelfart VK    | 18:25 | 21:25 | 25:21 | 21:25 |       |
| 03.11.2012 | Falkenbergs VBK  | 3:0   | Kristiansund VBK | 25:16 | 25:18 | 25:21 |       |       |
| 03.11.2012 | Spentrup IF      | 2:3   | Middelfart VK    | 23:25 | 14:25 | 25:21 | 25:23 | 7:15  |
| 04.11.2012 | Kristiansund VBK | 0:3   | Spentrup IF      | 21:25 | 22:25 | 21:25 |       |       |
| 04.11.2012 | Falkenbergs VBK  | 3:2   | Middelfart VK    | 21:25 | 19:25 | 27:25 | 25:20 | 15:9  |

### Grupa B –Linköping
Tabela
| Lp. | Drużyna           | Pkt | Mecze | Mecze | Mecze | Sety | Sety | Sety  | Małe punkty | Małe punkty | Małe punkty |
| Lp. | Drużyna           | Pkt | M     | W     | P     | wyg. | prz. | ratio | zdob.       | str.        | ratio       |
| --- | ----------------- | --- | ----- | ----- | ----- | ---- | ---- | ----- | ----------- | ----------- | ----------- |
| 1   | Marienlyst Odense | 6   | 3     | 3     | 0     | 9    | 2    | 4.500 | 268         | 214         | 1.252       |
| 2   | Førde VBK         | 5   | 3     | 2     | 1     | 7    | 4    | 1.750 | 269         | 240         | 1.121       |
| 3   | Linköpings VC     | 4   | 3     | 1     | 2     | 5    | 6    | 0.833 | 256         | 242         | 1.058       |
| 4   | IL Koll           | 3   | 3     | 0     | 3     | 0    | 9    | 0.000 | 128         | 225         | 0.569       |

Źródło: nevza.com
Zasady ustalania kolejności: 1. liczba zdobytych punktów; 2. wyższy stosunek setów; 3. wyższy stosunek małych punktów.
Punktacja: zwycięstwo – 2 pkt; porażka – 1 pkt
Wyniki spotkań
| Data       | Drużyna 1         | Wynik | Drużyna 2         | Set 1 | Set 2 | Set 3 | Set 4 | Set 5 |
| ---------- | ----------------- | ----- | ----------------- | ----- | ----- | ----- | ----- | ----- |
| 02.11.2012 | Linköpings VC     | 1:3   | Førde VBK         | 19:25 | 30:32 | 25:20 | 22:25 |       |
| 02.11.2012 | Marienlyst Odense | 3:0   | IL Koll           | 25:17 | 25:9  | 25:11 |       |       |
| 03.11.2012 | IL Koll           | 0:3   | Linköpings VC     | 19:25 | 13:25 | 12:25 |       |       |
| 03.11.2012 | Førde VBK         | 1:3   | Marienlyst Odense | 25:22 | 21:25 | 23:25 | 23:25 |       |
| 04.11.2012 | Førde VBK         | 3:0   | IL Koll           | 25:13 | 25:19 | 25:15 |       |       |
| 04.11.2012 | Linköpings VC     | 1:3   | Marienlyst Odense | 22:25 | 25:21 | 20:25 | 18:25 |       |

### Grupa C –Hvidovre
Tabela
| Lp. | Drużyna         | Pkt | Mecze | Mecze | Mecze | Sety | Sety | Sety  | Małe punkty | Małe punkty | Małe punkty |
| Lp. | Drużyna         | Pkt | M     | W     | P     | wyg. | prz. | ratio | zdob.       | str.        | ratio       |
| --- | --------------- | --- | ----- | ----- | ----- | ---- | ---- | ----- | ----------- | ----------- | ----------- |
| 1   | Nyborg VBK      | 6   | 3     | 3     | 0     | 9    | 1    | 9.000 | 239         | 182         | 1.313       |
| 2   | Gentofte Volley | 5   | 3     | 2     | 1     | 6    | 3    | 2.000 | 208         | 199         | 1.045       |
| 3   | Örkelljunga VK  | 4   | 3     | 1     | 2     | 4    | 6    | 0.667 | 208         | 216         | 0.963       |
| 4   | Hvidovre VK     | 3   | 3     | 0     | 3     | 0    | 9    | 0.000 | 169         | 227         | 0.744       |

Źródło: nevza.com
Zasady ustalania kolejności: 1. liczba zdobytych punktów; 2. wyższy stosunek setów; 3. wyższy stosunek małych punktów.
Punktacja: zwycięstwo – 2 pkt; porażka – 1 pkt
Wyniki spotkań
| Data       | Drużyna 1       | Wynik | Drużyna 2       | Set 1 | Set 2 | Set 3 | Set 4 | Set 5 |
| ---------- | --------------- | ----- | --------------- | ----- | ----- | ----- | ----- | ----- |
| 02.11.2012 | Hvidovre VK     | 0:3   | Örkelljunga VK  | 18:25 | 20:25 | 14:25 |       |       |
| 02.11.2012 | Gentofte Volley | 0:3   | Nyborg VBK      | 22:25 | 15:25 | 19:25 |       |       |
| 03.11.2012 | Gentofte Volley | 3:0   | Örkelljunga VK  | 25:19 | 25:15 | 25:23 |       |       |
| 03.11.2012 | Hvidovre VK     | 0:3   | Nyborg VBK      | 17:25 | 14:25 | 19:25 |       |       |
| 04.11.2012 | Nyborg VBK      | 3:1   | Örkelljunga VK  | 25:15 | 14:25 | 25:17 | 25:19 |       |
| 04.11.2012 | Hvidovre VK     | 0:3   | Gentofte Volley | 18:25 | 24:26 | 25:27 |       |       |

## Turniej finałowy
Tabela
| Lp. | Drużyna           | Pkt | Mecze | Mecze | Mecze | Sety | Sety | Sety  | Małe punkty | Małe punkty | Małe punkty |
| Lp. | Drużyna           | Pkt | M     | W     | P     | wyg. | prz. | ratio | zdob.       | str.        | ratio       |
| --- | ----------------- | --- | ----- | ----- | ----- | ---- | ---- | ----- | ----------- | ----------- | ----------- |
| 1   | Nyborg VBK        | 6   | 3     | 3     | 0     | 9    | 5    | 1.800 | 300         | 273         | 1.099       |
| 2   | Falkenbergs VBK   | 5   | 3     | 2     | 1     | 8    | 4    | 2.000 | 294         | 279         | 1.054       |
| 3   | Marienlyst Odense | 4   | 3     | 1     | 2     | 6    | 6    | 1.000 | 273         | 266         | 1.026       |
| 4   | Gentofte Volley   | 3   | 3     | 0     | 3     | 1    | 9    | 0.111 | 211         | 254         | 0.831       |

Źródło: nevza.com
Zasady ustalania kolejności: 1. liczba zdobytych punktów; 2. wyższy stosunek setów; 3. wyższy stosunek małych punktów.
Punktacja: zwycięstwo – 2 pkt; porażka – 1 pkt
Wyniki spotkań
| Data       | Drużyna 1         | Wynik | Drużyna 2         | Set 1 | Set 2 | Set 3 | Set 4 | Set 5 |
| ---------- | ----------------- | ----- | ----------------- | ----- | ----- | ----- | ----- | ----- |
| 25.01.2013 | Nyborg VBK        | 3:2   | Marienlyst Odense | 26:24 | 23:25 | 21:25 | 25:23 | 16:14 |
| 25.01.2013 | Falkenbergs VBK   | 3:0   | Gentofte Volley   | 25:20 | 25:20 | 29:27 |       |       |
| 26.01.2013 | Marienlyst Odense | 1:3   | Falkenbergs VBK   | 23:25 | 25:21 | 25:19 | 25:20 |       |
| 26.01.2013 | Gentofte Volley   | 1:3   | Nyborg VBK        | 18:25 | 25:23 | 25:27 | 17:25 |       |
| 27.01.2013 | Marienlyst Odense | 3:0   | Gentofte Volley   | 25:21 | 25:17 | 25:21 |       |       |
| 27.01.2013 | Falkenbergs VBK   | 2:3   | Nyborg VBK        | 25:27 | 35:33 | 24:26 | 26:24 | 9:15  |

## Klasyfikacja końcowa
| Miejsce | Drużyna           |
| ------- | ----------------- |
| 1       | Nyborg VBK        |
| 2       | Falkenbergs VBK   |
| 3       | Marienlyst Odense |
| 4       | Gentofte Volley   |
| 5       | Førde VBK         |
| 6       | Middelfart VK     |
| 7       | Örkelljunga VK    |
| 8       | Linköpings VC     |
| 9       | Spentrup IF       |
| 10      | Kristiansund VBK  |
| 11      | Hvidovre VK       |
| 12      | IL Koll           |